# Scienze ausiliarie della storia
Le scienze ausiliarie della storia sono discipline scientifiche che aiutano a valutare e utilizzare le fonti rilevanti per il lavoro storico e la scrittura della storia.
L'espressione, sebbene sia tradizionale e ancora ampiamente utilizzata, può dare la sensazione di una loro svalutazione per cui sono state proposte altre espressioni come "Scienze documentarie della storia".

## Discipline
In genere vengono considerate scienze documentarie della storia (in ordine alfabetico):
- Agiografia
- Antropologia
- Araldica È la scienza che studia gli stemmi delle entità statali o amministrative, delle famiglie nobili e non, delle cariche ecclesiastiche, etc.
- Archeologia È la scienza che studia le civiltà e le culture umane del passato, la loro relazione con l'ambiente circostante, mediante la raccolta, la documentazione e l'analisi delle tracce materiali che hanno lasciato.
- Archivistica Studia l'archivio, cioè l'insieme dei documenti prodotti e conservati da un ente pubblico o privato.
- Bibliografia
- Bibliologia
- Biblioteconomia
- Cartografia
- Codicologia
- Critica delle fonti
- Cronologia (o annalistica) È la scienza della localizzazioni degli eventi storici nel tempo e della suddivisione regolare dello stesso.
- Cronografia
- Cultura materiale
- Cultura di massa
- Demografia'
- Dialettologia
- Diplomatica È la disciplina che comprende i concetti, le tecniche e le procedure per giudicare dell'autenticità o meno di un documento.
- Economia
- Epigrafia
- Ermeneutica
- Esegesi
- Etnografia
- Faleristica
- Filatelia
- Filologia
- Filosofia della storia Studia la problematica classica del significato della storia e di un suo possibile fine teleologico.
- Folclore
- Frammentologia (Disciplina che studia i frammenti)
- Genealogia È la disciplina che si propone di ricostruire e tramandare le origini familiari, le discendenze ed i legami di parentela.
- Glottologia o linguistica storica
- Iconografia
- Iconologia
- Metaforologia
- Metricologia
- Metrologia
- Mitologia
- Museologia
- Numismatica È lo studio scientifico della moneta e della sua storia in tutte le sue forme: dal punto di vista storico, artistico ed economico.
- Oplologia
- Paleografia È la disciplina che studia la storia della scrittura, specialmente manoscritta e si riferisce al saper riconoscere l'autenticità delle scritture antiche.
- Paleopatologia
- Papirologia
- Polemologia
- Prosopografia
- Sfragistica (o sigillografia) È lo studio dei sigilli o timbri, usati dai vari sovrani per firmare e segretare documenti particolarmente delicati.
- Semiotica
- Simbologia
- Sociolinguistica
- Sociologia
- Statistica
- Storia del diritto
- Storia dell'architettura
- Storia dell'arte
- Storia della letteratura
- Storia militare
- Storia della musica
- Storia della scienza
- Storia della storiografia
- Storia della tecnica
- Storiografia È la registrazione scritta di fatti e avvenimenti della vita degli individui,  della società del passato e dell'interpretazione che ne danno gli storici.
- Topografia
- Uniformologia
- Vessillologia

## Strumenti
Sono strumenti delle scienze documentarie:
- Atlante Storico - Libro che contiene illustrazioni o mappe attinenti ai luoghi nei vari periodi storici.
- Collezione - Raccolta di oggetti risalenti alle varie epoche della storia ed ai vari popoli susseguitisi nel corso del tempo.
- Dizionario - È un'opera organizzata per voci disposte in ordine alfabetico che trattano la storia degli uomini.
- Enciclopedie di storia - Opere che raccolgono la sistemazione del sapere umano che riguarda la storia in tutte le sue epoche.
- Tabella Statistica - È l'organizzazione in tabelle delle conoscenze quantitative e qualitative di un “collettivo”.